# Bernard-Joseph Saurin
Bernard-Joseph Saurin (Paris, 1706-íb., 17 de noviembre de 1781) fue un abogado, poeta, dramaturgo, chansonnier y goguettier francés.

## Biografía

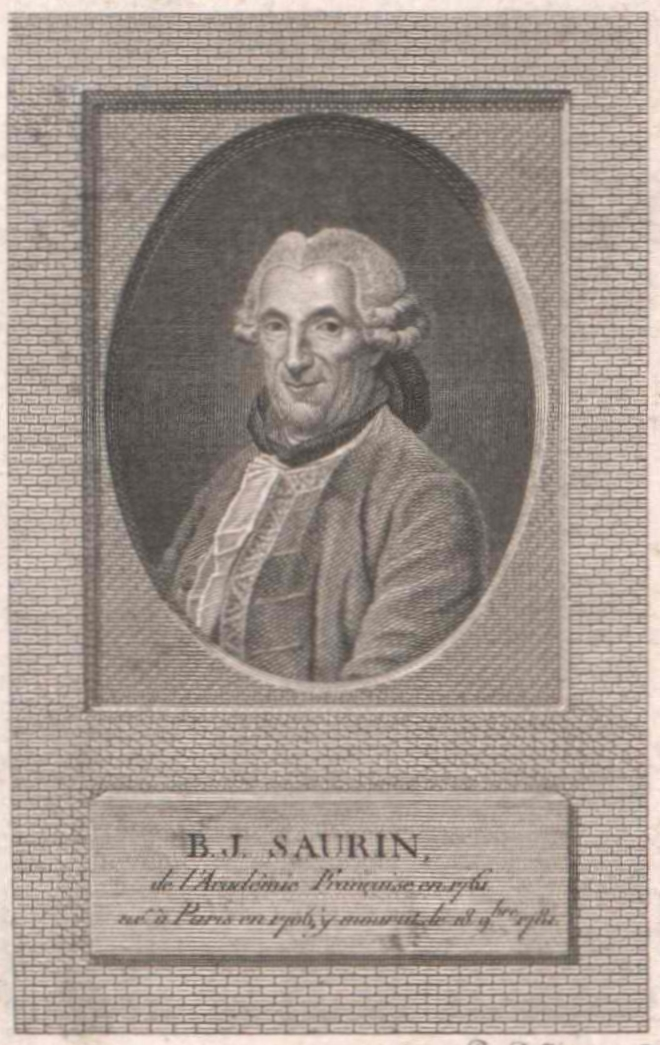
Retrato calcográfico anónimo de Bernard-Joseph Saurin

Era hijo del pastor protestante y matemático Joseph Saurin, quien había sido víctima de Jean-Baptiste Rousseau en 1712 cuando este le acusó de haber compuesto unas coplas difamatorias contra él. Atraído por las letras, frecuentó la Société du Caveau, pero tuvo que abrazar la carrera de abogado del Parlamento de París y permanecer quince años en este oficio que odiaba para subvenir a las necesidades de su familia. Así que solo emprendió una carrera teatral cuando ya contaba cuarenta años.
Ni su comedia Les Trois rivaux / Los tres rivales, ni su tragedia Aménophis / Amenofis tuvieron éxito. Pero vino en 1760 con su tragedia Spartacus / Espartaco y la comedia Les Mœurs du temps / Las costumbres de ahora, que fueron aplaudidas en la Comédie-Française. El año siguiente fue elegido miembro de la Academia Francesa. Spartacus fue representada en toda Europa.
Frecuentó los cafés literarios y los salones de Madame Necker, de Mme. de Tencin, de Madame Geoffrin y de Madame d'Épinay, de la cual se enamoró con mala fortuna. Amigo de Voltaire, de Saint-Lambert, de Montesquieu, de Turgot y de Helvétius, puede ser considerado como ligado al partido ilustrado de los philosophes y enciclopedistas.
Tradujo piezas de autores ingleses, y algunas de las suyas se vertieron también al inglés. Entre ellas pueden citarse en especial Béverlei (1768), tragedia burguesa centrada en la pasión del juego o ludopatía.

## Obras

### Teatro
La lista cronológica al pie comporta enlaces a la base de datos Gallica de la Biblioteca Nacional de Francia cuando la obra está disponible en ella:
- Aménophis, tragedia representada por vez primera en la Comédie-Française el 12 de noviembre de 1752.
- Spartacus, tragedia representada por vez primera en la Comédie-Française el 20 de febrero de 1760 y repuesta en febrero de 1772 y el 20 de agosto de 1818 disponible en Gallica
- Les Mœurs du temps, comedia en un acto y en prosa, representada por vez primera en la Comédie-Française el 22 de diciembre de 1760 (69 representaciones desde 1760 hasta 1785) disponible en Gallica
- Blanche et Guiscard, tragedia imitada de la inglesa Tancred and Sigismunda de James Thomson, representada por vez primera en la Comédie-Française el 25 de septiembre de 1763 disponible en Gallica
- L'anglomane ou L'Orpheline léguée, comedia en tres actos y en verso blanco representada en Fontainebleau, por los comediantes franceses ordinarios del Rey, el 5 de noviembre de 1765; y en París el 6 de noviembre de 1765.
- Béverlei, tragedia burguesa imitada de la inglesa The Gamester de Edward Moore, en cinco actos y en verso blanco, representada en París, Comédie-Française, 7 de mayo de 1768 disponible en Gallica
- L'Anglomane, ou l'Orpheline léguée, comedia en un acto y en verso blanco, Fontainebleau, por actores de la Comédie Fraçaise, 5 de noviembre de 1772; París, 23 de noviembre de 17720 disponible en Gallica
- Sophie Francourt, comedia en cuatro actos y en prosa, París, por los comediantes italianos ordinarios del Rey, 18 de febrero de 1783.

### Posteridad crítica
La tragedia Spartacus es una pieza destacada. El tema exalta la libertad y la inhumanidad de la guerra, sin olvidar una viva crítica de la grandeza de la Roma antigua. La versificación es franca y desenvuelta, bien ajustada al tema:
En toda época hubo conquistadores ilustres / que, de sangre agitada, y menos guerreros que bandoleros, / para desgracia del mundo han buscado la gloria. / Entre tantos héroes demasiado presumidos por la historia, / apenas hay alguno que por su bondad sea / digno de ser transmitido a la posteridad; / ebrios de victoria, injustos, sanguinarios, / todos han olvidado que los hombres son hermanos. / Que se nazca monarca, esclavo o ciudadano / es obra de la suerte: un gran hombre es de sí. (Spartacus, Acto II, escena 1.ª)
La comedia Mœurs du temps / Costumbres de hoy es mucho más conservadora en fondo y forma. Denuncia las concepciones mundanas e inmorales del matrimonio y el esnobismo, en línea con numerosas piezas de la época: Le Préjugé à la mode de Nivelle de La Chaussée, Le Méchant de Gresset, Le Cercle de Poinsinet, Les Fausses infidélités de Barthe, etc.: «On épouse une femme, on vit avec une autre, et l'on n'aime que soi / Se desposa una mujer, se vive con otra y no se ama más que a sí mismo.»
La pieza contrasta hábilmente la esfera de los mundanos cínicos y depravados y la simplicidad natural del pueblo, que anuncia al Rousseau de La Nouvelle Héloïse / La nueva Eloísa:
«J'ai lu quelque part qu'il n'y a de vrais plaisirs que ceux du peuple, qu'ils sont l'ouvrage de la nature, que les autres sont les enfants de la vanité, et que sous leur masque on ne trouve que l'ennui / He leído en algún lugar que no hay placeres tan verdaderos como los de pueblo, pues son obra de la naturaleza; que los otros son hijos de la vanidad y bajo su antifaz no se encuentra nada más que aburrimiento».
Aplicando los preceptos dramáticos de Diderot como Voltaire había hecho en Le Café, ou l'Écossaise, Saurin pone en escena la vida cotidiana, con indicaciones escénicas precisas que testimonian una nueva voluntad de introducir lo natural y el realismo en la dramaturgia. Esta ambición no excluye sin embargo la fantasía, como en las escenas finales, cuyo rápido movimiento anuncia Las bodas de Fígaro.
Les Mœurs du temps / Las costumbres de hoy han sido representadas por la Comédie-Française en 1961-1962 (12 representaciones) y Spartacus por Jacques Weber en 1980; y gran número de citas de estas obras se recogen en las antologías de frases memorables.
Voltaire, que había leído su Orpheline Léguée, cuyo prefacio contenía algunas alusiones poco elogiosas a las piezas de Shakespeare, escribió a Saurin en una carta del 4 de septiembre de 1765: :«Supongo, señor, que está tan poco cerca de hoy como de mi época. Por lo menos en las primeras representaciones había un centenar de gente razonable: es para ellos que habéis escrito; vuestra pieza está llena de rasgos que valen más, por mi gusto, que muchas piezas nuevas que han sido de gran éxito; se ve allí, en todo momento, el empeño de un espíritu superior; vos no haréis jamás nada que no os aumente en reputación a ojos de los sabios. [...] En cuanto a los ingleses, no sé yo; pese a haberos burlado un poco de Gilles Shakespeare, él era un salvaje que tenía imaginación; incluso hizo algunos versos afortunados; pero sus piezas no pueden complacer más que a Londres y al Canadá. No es una buena señal, para una nación, que su gusto no admire otra cosa que lo propio.»